# Lutsaari
Lutsaari är en ö i Finland. Den ligger i sjön Vankavesi och i kommunen Ruovesi i den ekonomiska regionen  Övre Birkalands ekonomiska region  och landskapet Birkaland, i den södra delen av landet, 190 km norr om huvudstaden Helsingfors. Öns area är 1,6 hektar och dess största längd är 270 meter i sydöst-nordvästlig riktning.